# رقصیدن با یک غریبه
 «رقصیدن با یک غریبه» (به انگلیسی: Dancing with a Stranger) ترانه‌ای از خواننده بریتانیایی سم اسمیت و خواننده آمریکایی نورمانی است. این ترانه توسط اسمیت، نورمانی، جیمی ناپس، میکل اس اریکسن، تور هرمانسن سروده و توسط استارگیت و ناپس تهیه شده‌است. «رقصیدن با یک غریبه» در ۱۱ ژانویه ۲۰۱۹ به عنوان یک تک‌آهنگ توسط کپیتال رکوردز منتشر شد.
این قطعه با موفقیت تجاری روبرو شد و در مکزیک، ایسلند و لبنان به رتبه یک و در انگلستان به رتبه سه، در ایالات متحده به رتبه هفت و در بیست و یک کشور دیگر به ده رتبه برتر رسید. این ترانه در ده کشور گواهی‌نامه فروش موسیقی ضبط‌شده پلاتین یا بالاتر از آن را دریافت کرد. به گفته فوربز، «رقصیدن با یک غریبه» پربازدیدترین قطعه رادیویی سال ۲۰۱۹ بود. این ترانه در جوایز بریت ۲۰۲۰ به عنوان ترانه سال نامزد شد.

## زمینه و ترکیب
به گفته بیلبورد، این همکاری از طریق برخورد تصادفی در یک استودیوی ضبط در لس آنجلس اتفاق افتاده‌است. هنگامی که اسمیت در حال نوشتن آهنگ با همکار مکرر او جیمی ناپس و تهیه‌کنندگان نروژی استارگیت بود، نورمانی اتفاقاً در استودیوی همسایه آن‌ها بود. بعد از صحبت، این دو تصمیم گرفتند که با هم همکاری کنند.
از نظر موسیقی، «رقصیدن با یک غریبه» یک اثر دیسکو - آراندبی و پاپ که شامل تولید آراندبی الهام گرفته از موسیقی دهه ۱۹۸۰ است. این ترانه توسط اسمیت، نورمانی، ناپس و استارگیت نوشته شده‌است. دو نفر دیگر نیز در کنار دنی دی و تیم بلاکاسمیت کار تولید را بر عهده داشتند. روزنامه‌نگار مونیکا مرکوری از فوربز این تک آهنگ را «داغ» توصیف کرد و آوازهای «قدرتمند» خواننده را به نمایش گذاشت. دیوید رانشاو، از فدر ترانه را «دور شدن [اسمیت]از صدای ملایم سول» خواند. از نظر ترانه‌سرایی، این ترانه در مورد کنار آمدن با تنهایی و عبور از یک عشق گمشده است.

## موزیک ویدیو
یک موزیک ویدیو در تاریخ ۲۹ ژانویه ۲۰۱۹ برای ترانه منتشر شد. این ویدئو توسط Vaughan Arnell کارگردانی شده و در لندن فیلمبرداری شده‌است.

## فرمت‌ها و فهرست قطعه
- دانلود دیجیتالی[۹]

1. «رقصیدن با غریبه» - ۲:۵۱

- دانلود دیجیتالی (صوتی)[۱۰]

1. «رقصیدن با غریبه» (آکوستیک) - ۳:۰۷

- بارگیری دیجیتال (ریمیکس چیت کدز)[۱۱]

1. «رقصیدن با غریبه» (ریمیکس چیت کدز) - ۲:۳۹

- وینیل ۱۲ اینچی[۱۲]

1. «رقصیدن با غریبه» - ۲:۵۱
2. «رقصیدن با یک غریبه» (بی کلام) - ۲:۵۱

## اعتبارات و پرسنل
اعتبارهای اقتباس شده از تیدال.
- سام اسمیت - آواز، ترانه‌سرایی
- نورمنی کردی همیلتون - آواز، ترانه‌سرایی
- جیمی ناپس - ترانه‌سرایی، تولید
- Stargate - ترانه‌سرایی، تولید، تولید موسیقی
- رندی مریل - مهندسی ارشد، پرسنل استودیو
- کوین "KD" دیویس - میکس، پرسنل استودیو